# Eva-Maria Kern
Eva-Maria Kern (* 1971 in Salzburg) ist eine österreichische Ingenieurin. Sie bekleidet eine Professur für Wissensmanagement und Geschäftsprozessgestaltung und ist seit Januar 2023 Präsidentin der Universität der Bundeswehr München. 

## Leben
Kern besuchte von 1981 bis 1989 das Bundesgymnasium III (Musisches Gymnasium Salzburg) in Salzburg. Nach der Matura studierte sie Kunststofftechnik an der Montanuniversität Leoben (Diplom-Ingenieur 1994). Sie war von 1994 bis 1997 Assistentin und wurde am Institut für Verfahrenstechnik des Industriellen Umweltschutzes mit der Dissertation Hochtemperaturverwertung der Shredderleichtfraktion im Elektrolichtbogenofen zum Dr. mont. promoviert. Danach arbeitet sie bei Semperit.
Sie absolvierte einen berufsbegleitenden MBA in Generic Management an der Montanuniversität Leoben. Von 2000 bis 2005 war sie als Oberingenieurin am Institut für Logistik und Unternehmensführung der Technischen Universität Hamburg-Harburg tätig. 2005 habilitierte sie sich in Entwicklungs- und Produktionsmanagement mit der Arbeit Verteilte Produktentwicklung – Rahmenkonzept und Vorgehensweise zur organisatorischen Gestaltung.
2005/06 vertrat sie die Professur für Technology Management am Center for Digital Technology and Management der Technischen Universität München und 2006/07 für Wissensmanagement und Geschäftsprozessgestaltung an der Fakultät für Wirtschafts- und Organisationswissenschaften der Universität der Bundeswehr München. Seit 2007 ist sie Lehrstuhlinhaberin.
Von 2008 bis 2013 war sie Mitglied des Universitätsrates der Montanuniversität Leoben und seitdem der Universität für Bodenkultur Wien. Von 2012 bis 2014 war sie Dekanin der Fakultät für Wirtschafts- und Organisationswissenschaften. Für den Zeitraum von 2013 bis 2018 wurde sie von der österreichischen Bundesregierung zum Mitglied des Universitätsrates der Universität für Bodenkultur Wien bestellt. 
2014 wurde Kern stellvertretende Senatsvorsitzende der Universität der Bundeswehr München, von 2016 bis 2018 hatte sie das Amt der Senatsvorsitzenden inne, danach war sie ab Vizepräsidentin für Forschung. Seit 1. Januar 2023 ist Kern Präsidentin der Universität der Bundeswehr München.
Eva-Maria Kerns Forschungsschwerpunkte liegen in der Gestaltung von Prozessen zur Erstellung wissensintensiver Güter und Dienstleistungen. Die Forschungsfelder stellen Prozess- und Wissensmanagement dar; im Fokus stehen diesbezüglich die Anwendungskontexte Safety & Security Management sowie Emergency Management. Als Untersuchungsobjekte betrachtet Kern schwerpunktmäßig öffentliche Institutionen, ein Fokus liegt hierbei auf Einsatzorganisationen. Eva-Maria Kern hat diesbezüglich zahlreiche Forschungs- und Drittmittelprojekte mit Streitkräften, THW, Feuerwehr und Ministerien durchgeführt.

## Mitgliedschaften (Auswahl)
- Bayerische Akademie Ländlicher Raum

- Bayerischer Jagdverband e.V.
- ITIS e.V.
- Verein Deutscher Ingenieure
- Verband der Hochschullehrer für Betriebswirtschaft
- Verband Leobener Kunststofftechniker
- Wehrmedizinischer Beirat der Bundeswehr (hier: Vorsitzende der Arbeitsgruppe „Hochschulische Qualifikationen im Gesundheitswesen: Chancen, Risiken und Herausforderung für den Sanitätsdienst der Bundeswehr“)